# Équipe de Tunisie de football en 1978
L'équipe de Tunisie de football vit en 1978 un évènement historique avec sa participation à la phase finale de la coupe du monde, où elle se distingue avec une victoire, un nul et une défaite. C'est un évènement exceptionnel en Tunisie et dans les pays arabes, cette performance permettant au continent africain qui avait droit à un seul représentant de bénéficier d'un autre ticket.
La plupart des joueurs internationaux tunisiens sont alors attirés par des contrats dans les pays du Golfe. Même la déception de l'élimination des Jeux africains de 1978 et du retrait anti-sportif des demi-finales de la coupe d'Afrique des nations 1978 passe inaperçue.

## Matchs

### Rencontres internationales
| Date             | Stade                                | Adversaire           | Score                                                  | Comp                | Buteurs tunisiens                   |
| 13 janvier 1978  | Tripoli, Libye                       | Libye                | 0-1                                                    | QJAf                |                                     |
| 25 janvier 1978  | Stade olympique d'El Menzah, Tunisie | Libye                | 2-1                                                    | QJAf                | Dhiab 42e, Kaabi 83e                |
| 6 mars 1978      | Kumasi, Ghana                        | Maroc                | 1-1                                                    | CAN                 | Kaabi 63e                           |
| 9 mars 1978      | Kumasi, Ghana                        | Ouganda              | 3-1                                                    | CAN                 | Laabidi 36e, Ben Aziza 37e 83e      |
| 11 mars 1978     | Kumasi, Ghana                        | Congo                | 0-0                                                    | CAN                 |                                     |
| 14 mars 1978     | Accra, Ghana                         | Ghana                | 0-1                                                    | CAN (demi-finale)   |                                     |
| 16 mars 1978     | Accra, Ghana                         | Nigeria              | 1-1 (Retrait de la Tunisie et victoire du Nigeria 2-0) | CAN (petite finale) | M.A. Akid 19e                       |
| 5 avril 1978     | Stade olympique d'El Menzah, Tunisie | Pays-Bas             | 0-4                                                    | A                   |                                     |
| 19 mai 1978      | Lille, France                        | France               | 0-2                                                    | A                   |                                     |
| 2 juin 1978      | Rosario, Argentine                   | Mexique              | 3-1                                                    | CDM                 | Kaabi 56e, Ghommidh 80e, Dhouib 88e |
| 6 juin 1978      | Rosario, Argentine                   | Pologne              | 0-1                                                    | CDM                 |                                     |
| 10 juin 1978     | Córdoba, Argentine                   | Allemagne de l'Ouest | 0-0                                                    | CDM                 |                                     |
| 19 décembre 1978 | Damas, Syrie                         | Syrie                | 1-2                                                    | A                   | Lahzami 80e                         |

### Matchs de préparation
| Date             | Stade                 | Adversaire                                | Score | Comp | Buteurs tunisiens                      |
| 1er mars 1978    | Cannes, France        | AS Cannes ( France)                       | 3-2   | A    | N. Limam (2), M.A. Akid                |
| 5 avril 1978     | Budapest, Hongrie     | Hongrie                                   | 2-2   | A    | Lahzami (2 buts)                       |
| 19 avril 1978    | Sarajevo, Yougoslavie | FK Sarajevo ( Yougoslavie)                | 0-0   | A    |                                        |
| 12 mai 1978      |                       | Associação Atlética Ponte Preta ( Brésil) | 0-1   | A    |                                        |
| 20 décembre 1978 | Damas, Syrie          | Sélection de Damas ()                     | 5-0   | A    | Ben Aziza (2), Agrebi, Kchouk, Boushih |

## Sources
- Mohamed Kilani, « Équipe de Tunisie : les rencontres internationales », Guide-Foot 2010-2011, éd. Imprimerie des Champs-Élysées, Tunis, 2010
- Béchir et Abdessattar Latrech, 40 ans de foot en Tunisie, vol. 1, chapitres VII-IX, éd. Société graphique d'édition et de presse, Tunis, 1995, p. 99-176